# Marisol Espinoza
Marisol Espinoza Cruz (Castilla; Piura, 30 de julio de 1967) es una abogada, periodista y política peruana. Fue congresista de la república por la región Piura en tres periodos consecutivos y la primera mujer en ejercer la primera vicepresidencia de la República del Perú, siendo esto durante el gobierno de Ollanta Humala desde el 28 de julio del 2011 hasta el 28 de julio del 2016.

## Biografía
Marisol Espinoza nació el 30 de julio de 1967 en el distrito de Castilla, ciudad ubicada en la del departamento de Piura. Es hija de Luis Espinoza y de Lucy Cruz López.
Realizó sus estudios secundarios en la Institución Educativa "San José de Tarbes". Es abogada por la Universidad de San Martín de Porres y licenciada en Ciencias de la Información por la Universidad de Piura, bachiller en artes liberales por la Universidad de Piura con mención en periodismo,cuenta con estudios de Maestría en Economía, actualmente es docente en dicha casa de estudios, también cuenta con estudios en la Fundación Nuevo Periodismo Gabriel García Marqués en Política y Gestión Social, realizó un Programa de Alta Dirección Kellog en la Universidad Northwestern de Chicago y estudios de periodismo en la Universidad Internacional de la Florida. Premiada con varias  becas  al exterior y primer puesto en sus estudios primarios y secundarios. 

## Carrera periodística
Inició su vida periodística en la Industria de Trujillo, trabajó en Rbc noticias bajo la conducción del dr Federico Prieto Celi y Trabajó en El Tiempo de Piura desde 1992 hasta enero del 2006, donde se desempeñó como  editora de la página económica e internacional, jefe de informaciones y editora del diario Sullana.

## Carrera política
En las elecciones generales del 2006, fue elegida Congresista de la República por Unión por el Perú en representación de Piura, con 14,101 votos, para el periodo parlamentario 2006-2011.
En las elecciones generales del 2011, postuló a la primera Vicepresidencia de la República en la plancha presidencial de Ollanta Humala por la alianza Gana Perú quien luego resultó elegido Presidente de la República y Espinoza también fue elegida a la primera Vicepresidencia.
El 28 de julio del 2011, Espinoza juró como primera Vicepresidencia de la República convirtiéndose en la primera mujer en asumir dicho cargo. En el mismo día de la juramentación, Espinoza juró por la Constitución de 1979 al igual que Ollanta Humala quien recibió varias críticas por parte del fujimorismo.
En las elecciones generales de 2011, Espinoza también postuló al Congreso de la República y fue reelegida Congresista en representación de Piura por la alianza Gana Perú, con 34,138 votos, para el periodo parlamentario 2011-2016.
Fue presidenta de la Comisión de Presupuesto y Cuenta General de la República durante el período 2011-2012.
Durante su vicepresidencia fue mencionada en uno de los capítulos de la serie norteamericana "Los Simpson", titulado "The War of Art", en el cual Lisa Simpson, tratando de recrear un hábitat natural para su recién adquirida cuy, le facilita "pasto peruano, un tapete inca para dormir y una foto de la vicepresidenta del Perú, Marisol Espinoza".
Fue miembro del Partido Nacionalista Peruano hasta 2015 cuando renunció a la militancia y a la bancada debido a las discrepancias con Nadine Heredia, por entonces presidenta del Partido Nacionalista Peruano y esposa de Humala.
En las elecciones generales del 2016, fue nuevamente reelegida Congresista en representación de Piura por la Alianza para el Progreso del Perú, con 18,235 votos, para el periodo parlamentario 2016-2021.
Se desempeñó como Vicepresidenta del Parlamento Latinoamericano.
El 30 de septiembre del 2019, su cargo parlamentario llega a su fin tras la disolución del Congreso decretado por el presidente Martín Vizcarra.

## Controversias
En abril del 2018, el semanario Hildebrandt en sus trece refirió que un colaborador eficaz señaló que Edwin Oviedo, presunto integrante de Los Wachiturros de Tumán, habría entregado dinero a los congresistas Javier Velásquez Quesquén y a Marisol Espinoza. Tras el escándalo, Espinoza, en el programa Beto a saber, negó las falsas acusaciones  y manifestó que la acusación fue realizada por "un delincuente". Se demostró en proceso que el delincuente nunca fue colaborador eficaz y que fue un invento del fiscal Carrasco Millones. Después de años de investigaciones El poder judicial declara “no haber mérito para formular denuncia constitucional, no habiéndose recabado elemento alguno de responsabilidad “disponiendo el archivo definitivo” a través de la resolución 3 de marzo de 2023.